# ФК Флуминенсе
Фудбалски клуб Флуминенсе (порт. Fluminense Football Club) је бразилски спортски клуб из Рио де Жанеира, најпознатији по свом професионалном фудбалском клубу.
Клуб је основан 21. јула 1902. од стране синова Кариока аристократа, а под вођством Оскара Кокса, бразилског спортисте, у четврту Фламенго
Флуминенсе је демоним којим се називају људи из државе Рио де Жанеиро. Највећи клупски ривал је Фламенго, то ривалство је познато као „Фла-Флу”.

## Успеси

#### Међународни
- Куп Либертадорес:
  - Освајач (1): 2023.
- Рекопа Судамерикана:
  - Освајач (1): 2024.

#### Национални
- Бразилска Серија А:
  - Првак (4): 1970, 1984, 2010, 2012.

- Куп Бразила:
  - Освајач (1): 2007.

#### Државни
- Првенство Рио де Жанеира:
  - Првак (33): 1906, 1907, 1908, 1909, 1911, 1917, 1918, 1919, 1924, 1936, 1937, 1938, 1940, 1941, 1946, 1951, 1959, 1964, 1969, 1971, 1973, 1975, 1976, 1980, 1983, 1984, 1985, 1995, 2002, 2005, 2012, 2022, 2023.